# Steven Caulker
Steven Roy Caulker (Feltham, 29 dicembre 1991) è un calciatore sierraleonese con cittadinanza britannica, difensore dello Stjarnan.

## Biografia
Nato in Inghilterra, ha origini sierraleonesi tramite padre e scozzesi tramite madre.

## Caratteristiche tecniche
Imponente difensore centrale inglese di piede destro, Caulker è un marcatore completo, dotato di ottime qualità atletiche e fisiche. Grazie a queste caratteristiche, veniva considerato come uno dei più promettenti difensori della sua età.
Nel 2012 è stato inserito nella lista dei migliori calciatori nati dopo il 1991 stilata da Don Balón.

## Carriera

### Club

#### Gli inizi
Prodotto dell'Academy del Tottenham, nel 2009 firma il suo primo contratto professionistico con gli Spurs. Nell'estate dello stesso anno, viene mandato in prestito allo Yeovil Town, con la quale colleziona 44 presenze nella Football League One. Con lo Yeovil Town ottiene innumerevoli riconoscimenti, figurando più volte fra i migliori calciatori della categoria. Il positivo rendimento svolto da Caulker in prestito, convince il Tottenham ha prolungarli il contratto sino al 2013. Il 21 settembre del 2010 debutta con il Tottenham nella sconfitta casalinga contro gli storici rivali dell'Arsenal in Carling Cup.

#### Prestiti a Bristol City e Swansea City
Cinque giorni dopo il suo debutto con il Tottenham, passa in prestito al Bristol City insieme al compagno di squadra Danny Rose. Debutta con il Bristol City nella sconfitta per 3-1 contro il Portsmouth. Il 16 ottobre del 2010, segna il suo primo gol in una sconfitta per 3-2 contro il Cardiff City. Con i The Robins, grazie a una serie di prestazioni esaltanti, nel novembre del 2010 viene premiato come miglior giovane del mese indicato. Segna il suo secondo gol il 3 gennaio del 2011 nel pareggio per 2-2 contro il Queens Park Rangers.
Il 1º luglio del 2011, viene ufficialmente preso in prestito dallo Swansea City, neo promossa in Premier League, fortemente voluto dall'allora allenatore Brendan Rodgers. Fa il suo debutto nella massima divisione inglese nella sconfitta per 4-0 contro il Manchester City, giocando per tutti i novanta minuti. Conclude la stagione con 26 presenze, dando un grande contributo al sorprendente undicesimo posto finale dello Swansea City.
Terminato il prestito allo Swansea City, ritorna al Tottenham, con il quale il 5 giugno del 2012 prolunga il suo contratto sino al 2016. Con gli Spurs fa il suo debutto in Europa il 20 settembre 2012 nel match di Europa League contro la Lazio terminato 0-0, vedendosi annullare un gol durante il secondo tempo. Il 29 settembre viene schierato titolare da André Villas-Boas nel match contro il Manchester United, contribuendo alla storica vittoria degli Spurs per 2-3 contro i Red Devils all'Old Trafford, a 23 anni di distanza dall'ultimo successo a Manchester. Al termine della partita il compagno Gallas elogia la sua performance, dichiarando che col tempo può diventare uno dei migliori difensori d'Inghilterra. Otto giorni dopo viene nuovamente schierato titolare contro l'Aston Villa, dove segna il suo primo gol in Premier League, contribuendo alla vittoria finale degli Spurs per 2-0. Si ripete l'11 novembre 2012, segnando di testa il momentaneo 0-1 del Tottenham sul campo del Manchester City, partita terminata 2-1 a favore dei Citizens.

#### Cardiff City
Il 31 luglio 2013, durante la sessione estiva del mercato, passa al Cardiff City per 8 milioni di sterline diventando per breve tempo l'acquisto più caro nella storia della squadra gallese, neopromossa in Premier League (il record verrà battuto dopo soli 10 giorni con l'acquisto del cileno Gary Medel per 11 milioni di sterline).

#### QPR e prestiti al Southampton e al Liverpool
Il 22 luglio 2014 passa a titolo definitivo al Queens Park Rangers, firmando un contratto quadriennale.
Il 29 luglio 2015 viene ceduto al Southampton con la formula del prestito.
Il 12 gennaio 2016 il prestito viene rescisso e lui viene ceduto nuovamente a titolo temporaneo, questa volta al Liverpool.
A fine prestito fa ritorno al QPR, dove trova poco spazio per poi rescindere il suo contratto il 28 dicembre 2017.

#### Dundee
L'8 febbraio 2018 firma per il Dundee.

### Nazionale
Dopo avere rappresentato le selezioni giovanili inglesi e il Regno Unito alle Olimpiadi 2012, il 14 novembre 2012 esordisce con la nazionale maggiore nell'amichevole persa 4-2 contro la Svezia, segnando pure un gol.
Ignorato dall'Inghilterra negli anni, dopo un approccio da parte della Scozia, nel 2021 decide di rappresentare la Sierra Leone, nazionale delle sue origini.

## Statistiche

### Presenze e reti nei club
Statistiche aggiornate al 19 dicembre 2020.
| Stagione          | Squadra           | Campionato        | Campionato | Campionato | Coppe nazionali | Coppe nazionali | Coppe nazionali | Coppe continentali | Coppe continentali | Coppe continentali | Altre coppe | Altre coppe | Altre coppe | Totale | Totale |
| Stagione          | Squadra           | Comp              | Pres       | Reti       | Comp            | Pres            | Reti            | Comp               | Pres               | Reti               | Comp        | Pres        | Reti        | Pres   | Reti   |
| ----------------- | ----------------- | ----------------- | ---------- | ---------- | --------------- | --------------- | --------------- | ------------------ | ------------------ | ------------------ | ----------- | ----------- | ----------- | ------ | ------ |
| 2009-2010         | Yeovil Town       | FL1               | 44         | 0          | FACup+CdL       | 1+1             | 0               | -                  | -                  | -                  | FLT         | -           | 0           | 46     | 0      |
| ago.-set. 2010    | Tottenham         | PL                | 0          | 0          | FACup+CdL       | 0+1             | 0               | UCL                | 0                  | 0                  | -           | -           | -           | 1      | 0      |
| set. 2010-2011    | Bristol City      | FLC               | 29         | 2          | FACup+CdL       | 1+0             | 0               | -                  | -                  | -                  | -           | -           | -           | 30     | 2      |
| 2011-2012         | Swansea City      | PL                | 26         | 0          | FACup+CdL       | 0               | 0               | -                  | -                  | -                  | -           | -           | -           | 26     | 0      |
| 2012-2013         | Tottenham         | PL                | 18         | 2          | FACup+CdL       | 2+2             | 0               | UEL                | 6                  | 0                  | -           | -           | -           | 28     | 2      |
| Totale Tottenham  | Totale Tottenham  | Totale Tottenham  | 18         | 2          |                 | 5               | 0               |                    | 6                  | 0                  |             | -           | -           | 29     | 2      |
| 2013-2014         | Cardiff City      | PL                | 38         | 5          | FACup+CdL       | 1+0             | 0               | -                  | -                  | -                  | -           | -           | -           | 39     | 5      |
| 2014-2015         | QPR               | PL                | 35         | 1          | FACup+CdL       | 1+0             | 0               | -                  | -                  | -                  | -           | -           | -           | 36     | 1      |
| 2015-gen. 2016    | Southampton       | PL                | 3          | 0          | FACup+CdL       | 0+2             | 0               | UEL                | 3                  | 0                  | -           | -           | -           | 8      | 0      |
| gen.-giu. 2016    | Liverpool         | PL                | 3          | 0          | FACup+CdL       | 1+0             | 0               | UEL                | 0                  | 0                  | -           | -           | -           | 4      | 0      |
| 2016-2017         | QPR               | FLC               | 13         | 2          | FACup+CdL       | 0+1             | 0               | -                  | -                  | -                  | -           | -           | -           | 14     | 2      |
| ago.-dic. 2017    | QPR               | FLC               | 2          | 0          | FACup+CdL       | 0+2             | 0               | -                  | -                  | -                  | -           | -           | -           | 4      | 0      |
| Totale QPR        | Totale QPR        | Totale QPR        | 50         | 3          |                 | 4               | 0               |                    | -                  | -                  |             | -           | -           | 54     | 3      |
| feb.-mag. 2018    | Dundee            | PL                | 12         | 1          | CS+CdL          | 0               | 0               | -                  | -                  | -                  | -           | -           | -           | 12     | 1      |
| lug.-ago. 2018    | Dundee            | PL                | 2          | 0          | CS+CdL          | 0+3             | 0               | -                  | -                  | -                  | -           | -           | -           | 5      | 0      |
| Totale Dundee     | Totale Dundee     | Totale Dundee     | 14         | 1          |                 | 3               | 0               |                    | -                  | -                  |             | -           | -           | 17     | 1      |
| gen.-mag. 2019    | Alanyaspor        | SL                | 10         | 1          | CT              | 1               | 0               | -                  | -                  | -                  | -           | -           | -           | 11     | 1      |
| 2019-2020         | Alanyaspor        | SL                | 29         | 1          | CT              | 8               | 0               | -                  | -                  | -                  | -           | -           | -           | 37     | 1      |
| 2020-2021         | Alanyaspor        | SL                | 32         | 3          | CT              | 4               | 1               | UEL                | 1                  | 0                  | -           | -           | -           | 37     | 4      |
| Totale Alanyaspor | Totale Alanyaspor | Totale Alanyaspor | 71         | 5          |                 | 13              | 1               |                    | 1                  | 0                  |             | -           | -           | 82     | 5      |
| 2021-2022         | Gaziantep         | SL                | 25         | 2          | CT              | 2               | 0               | -                  | -                  | -                  | -           | -           | -           | 27     | 2      |
| 2022-gen. 2023    | Fatih Karagümrük  | SL                | 6          | 1          | CT              | 1               | 0               | -                  | -                  | -                  | -           | -           | -           | 7      | 1      |
| gen.-giu 2023     | Wigan             | FLC               | 9          | 0          | FACup           | 0               | 0               | -                  | -                  | -                  | -           | -           | -           | 9      | 0      |
| Totale carriera   | Totale carriera   | Totale carriera   | 336        | 21         |                 | 35              | 1               |                    | 10                 | 0                  |             | 0           | 0           | 381    | 21     |

### Cronologia presenze e reti in nazionale
| Cronologia completa delle presenze e delle reti in nazionale ― Sierra Leone | Cronologia completa delle presenze e delle reti in nazionale ― Sierra Leone | Cronologia completa delle presenze e delle reti in nazionale ― Sierra Leone | Cronologia completa delle presenze e delle reti in nazionale ― Sierra Leone | Cronologia completa delle presenze e delle reti in nazionale ― Sierra Leone | Cronologia completa delle presenze e delle reti in nazionale ― Sierra Leone | Cronologia completa delle presenze e delle reti in nazionale ― Sierra Leone | Cronologia completa delle presenze e delle reti in nazionale ― Sierra Leone |
| Data                                                                        | Città                                                                       | In casa                                                                     | Risultato                                                                   | Ospiti                                                                      | Competizione                                                                | Reti                                                                        | Note                                                                        |
| --------------------------------------------------------------------------- | --------------------------------------------------------------------------- | --------------------------------------------------------------------------- | --------------------------------------------------------------------------- | --------------------------------------------------------------------------- | --------------------------------------------------------------------------- | --------------------------------------------------------------------------- | --------------------------------------------------------------------------- |
| 11-1-2022                                                                   | Douala                                                                      | Algeria                                                                     | 0 – 0                                                                       | Sierra Leone                                                                | Coppa d'Africa 2021 - 1º turno                                              | -                                                                           |                                                                             |
| 16-1-2022                                                                   | Douala                                                                      | Costa d'Avorio                                                              | 2 – 2                                                                       | Sierra Leone                                                                | Coppa d'Africa 2021 - 1º turno                                              | -                                                                           |                                                                             |
| 20-1-2022                                                                   | Limbe                                                                       | Sierra Leone                                                                | 0 – 1                                                                       | Guinea Equatoriale                                                          | Coppa d'Africa 2021 - 1º turno                                              | -                                                                           | 71’                                                                         |
| 24-3-2022                                                                   | Adalia                                                                      | Togo                                                                        | 3 – 0                                                                       | Sierra Leone                                                                | Amichevole                                                                  | -                                                                           | Cap.                                                                        |
| 27-3-2022                                                                   | Adalia                                                                      | Liberia                                                                     | 0 – 1                                                                       | Sierra Leone                                                                | Amichevole                                                                  | -                                                                           | Cap.                                                                        |
| 29-3-2022                                                                   | Adalia                                                                      | Rep. del Congo                                                              | 1 – 2                                                                       | Sierra Leone                                                                | Amichevole                                                                  | -                                                                           | Cap.                                                                        |
| 9-6-2022                                                                    | Abuja                                                                       | Nigeria                                                                     | 2 – 1                                                                       | Sierra Leone                                                                | Qual. Coppa d'Africa 2023                                                   | -                                                                           | cap.                                                                        |
| 13-6-2022                                                                   | Conakry                                                                     | Sierra Leone                                                                | 2 – 2                                                                       | Guinea-Bissau                                                               | Qual. Coppa d'Africa 2023                                                   | -                                                                           | cap.                                                                        |
| 24-9-2022                                                                   | Johannesburg                                                                | Sudafrica                                                                   | 4 – 0                                                                       | Sierra Leone                                                                | Amichevole                                                                  | -                                                                           | cap.                                                                        |
| 27-9-2022                                                                   | Casablanca                                                                  | RD del Congo                                                                | 3 – 0                                                                       | Sierra Leone                                                                | Amichevole                                                                  | -                                                                           | cap.                                                                        |
| 22-3-2023                                                                   | Agadir                                                                      | Sierra Leone                                                                | 2 – 2                                                                       | São Tomé e Príncipe                                                         | Qual. Coppa d'Africa 2023                                                   | -                                                                           | cap.                                                                        |
| 26-3-2023                                                                   | Agadir                                                                      | São Tomé e Príncipe                                                         | 0 – 2                                                                       | Sierra Leone                                                                | Qual. Coppa d'Africa 2023                                                   | -                                                                           | cap.                                                                        |
| 18-6-2023                                                                   | Monrovia                                                                    | Sierra Leone                                                                | 2 – 3                                                                       | Nigeria                                                                     | Qual. Coppa d'Africa 2023                                                   | -                                                                           | 60’                                                                         |
| 6-9-2024                                                                    | Monrovia                                                                    | Sierra Leone                                                                | 0 – 0                                                                       | Ciad                                                                        | Qual. Coppa d'Africa 2025                                                   | -                                                                           | cap.                                                                        |
| 10-9-2024                                                                   | Ndola                                                                       | Zambia                                                                      | 3 – 2                                                                       | Sierra Leone                                                                | Qual. Coppa d'Africa 2025                                                   | -                                                                           | cap.                                                                        |
| 11-10-2024                                                                  | San-Pédro                                                                   | Costa d'Avorio                                                              | 4 – 1                                                                       | Sierra Leone                                                                | Qual. Coppa d'Africa 2025                                                   | -                                                                           | cap.                                                                        |
| 15-10-2024                                                                  | Monrovia                                                                    | Sierra Leone                                                                | 1 – 0                                                                       | Costa d'Avorio                                                              | Qual. Coppa d'Africa 2025                                                   | -                                                                           | cap.                                                                        |
| 13-11-2024                                                                  | Abidjan                                                                     | Ciad                                                                        | 1 – 1                                                                       | Sierra Leone                                                                | Qual. Coppa d'Africa 2025                                                   | -                                                                           | cap.                                                                        |
| Totale                                                                      |                                                                             | Presenze                                                                    | 18                                                                          |                                                                             | Reti                                                                        | 0                                                                           |                                                                             |

| Cronologia completa delle presenze e delle reti in nazionale ― Inghilterra | Cronologia completa delle presenze e delle reti in nazionale ― Inghilterra | Cronologia completa delle presenze e delle reti in nazionale ― Inghilterra | Cronologia completa delle presenze e delle reti in nazionale ― Inghilterra | Cronologia completa delle presenze e delle reti in nazionale ― Inghilterra | Cronologia completa delle presenze e delle reti in nazionale ― Inghilterra | Cronologia completa delle presenze e delle reti in nazionale ― Inghilterra | Cronologia completa delle presenze e delle reti in nazionale ― Inghilterra |
| Data                                                                       | Città                                                                      | In casa                                                                    | Risultato                                                                  | Ospiti                                                                     | Competizione                                                               | Reti                                                                       | Note                                                                       |
| -------------------------------------------------------------------------- | -------------------------------------------------------------------------- | -------------------------------------------------------------------------- | -------------------------------------------------------------------------- | -------------------------------------------------------------------------- | -------------------------------------------------------------------------- | -------------------------------------------------------------------------- | -------------------------------------------------------------------------- |
| 14-11-2012                                                                 | Solna                                                                      | Svezia                                                                     | 4 – 2                                                                      | Inghilterra                                                                | Amichevole                                                                 | 1                                                                          | 74’                                                                        |
| Totale                                                                     |                                                                            | Presenze                                                                   | 1                                                                          |                                                                            | Reti                                                                       | 1                                                                          |                                                                            |

| Cronologia completa delle presenze e delle reti in nazionale ― Regno Unito olimpica | Cronologia completa delle presenze e delle reti in nazionale ― Regno Unito olimpica | Cronologia completa delle presenze e delle reti in nazionale ― Regno Unito olimpica | Cronologia completa delle presenze e delle reti in nazionale ― Regno Unito olimpica | Cronologia completa delle presenze e delle reti in nazionale ― Regno Unito olimpica | Cronologia completa delle presenze e delle reti in nazionale ― Regno Unito olimpica | Cronologia completa delle presenze e delle reti in nazionale ― Regno Unito olimpica | Cronologia completa delle presenze e delle reti in nazionale ― Regno Unito olimpica |
| Data                                                                                | Città                                                                               | In casa                                                                             | Risultato                                                                           | Ospiti                                                                              | Competizione                                                                        | Reti                                                                                | Note                                                                                |
| ----------------------------------------------------------------------------------- | ----------------------------------------------------------------------------------- | ----------------------------------------------------------------------------------- | ----------------------------------------------------------------------------------- | ----------------------------------------------------------------------------------- | ----------------------------------------------------------------------------------- | ----------------------------------------------------------------------------------- | ----------------------------------------------------------------------------------- |
| 20-7-2012                                                                           | Middlesbrough                                                                       | Regno Unito olimpica                                                                | 0 – 2                                                                               | Brasile olimpica                                                                    | Amichevole                                                                          | -                                                                                   |                                                                                     |
| 26-7-2012                                                                           | Manchester                                                                          | Senegal olimpica                                                                    | 1 – 1                                                                               | Regno Unito olimpica                                                                | Olimpiadi 2012 - 1º turno                                                           | -                                                                                   | 63’                                                                                 |
| 29-7-2012                                                                           | Londra                                                                              | Regno Unito olimpica                                                                | 3 – 1                                                                               | Emirati Arabi Uniti olimpica                                                        | Olimpiadi 2012 - 1º turno                                                           | -                                                                                   |                                                                                     |
| 1-8-2012                                                                            | Cardiff                                                                             | Regno Unito olimpica                                                                | 1 – 0                                                                               | Uruguay olimpica                                                                    | Olimpiadi 2012 - 1º turno                                                           | -                                                                                   | 90+2’                                                                               |
| 4-8-2012                                                                            | Cardiff                                                                             | Regno Unito olimpica                                                                | 1 – 1 dts (4 - 5 dcr)                                                               | Corea del Sud olimpica                                                              | Olimpiadi 2012 - Quarti di finale                                                   | 1                                                                                   |                                                                                     |
| Totale                                                                              |                                                                                     | Presenze                                                                            | 5                                                                                   |                                                                                     | Reti                                                                                | 1                                                                                   |                                                                                     |